# العلاء الأسمندي
علاء الدين محمد بن عبد الحميد الأسمندي فقيه وأصولي حنفي. ولد بسمرقند سنة 488 هـ، وتوفي ببخارى سنة 552 هـ على الأرجح، كان فقيهًا مناظرًا بارعًا على مذهب أبي حنيفة النعمان، له الباع الطويل في الجدل والمناظرة مع المعتزلة والمرجئة.

## كتبه
- بذل النظر في الأصول:[2] يعد الكتاب عمدة في أصول الفقه عند الحنفية. منهجه مخالف لمنهج الأصوليين الفقهاء، إذ يتسم بافتراض الجدل والمناظرة في كل مسألة من مسائله مما يؤكد ما وصف به من أنه كان أحد فرسان الكلام والمناظرة.
- طريقة الخلاف في الفقه بين الائمة الاسلاف.[3]
- الهداية في أصول الاعتقاد.[2]

## سيرته
تخرج على الإمام الأشرف وسمع من علي بن عمر الخراط وغيره من العلماء 